# 2013年鐵路
此條目列出2013年發生有關鐵路運輸的事件。

## 事件

### 1月
- 1月1日：盛港輕軌振林站啟用。
- 1月12日：曼谷大眾運輸系統是隆線大羅斗圈站至普尼密站（英语：Pho Nimit BTS station）[1]通車。
- 1月18日：全新的V250（英语：V250 (train)）高鐵列車因為質素參差停止在Fyra營運。

### 2月
- 2月10日：米蘭地鐵5號線通車。
- 2月11日：曼徹斯特輕鐵東曼徹斯特線（英语：East Manchester Line）通車[2]。
- 2月14日：曼谷大眾運輸系統是隆線普尼密站（英语：Pho Nimit BTS station）至噠叻普站（英语：Talat Phlu station）通車[1]。
- 2月23日：玉蒙鐵路通車。
- 2月24日：東京都品川區的大井町線戶越公園站月台由3節延長至5節[3]。

### 3月
- 3月2日：布雷西亞地鐵普里奧皮諾站（英语：Prealpino (Brescia Metro)）至聖歐費米亞-布法洛拉站（英语：Sant’Eufemia Buffalora (Brescia Metro）通車。
- 3月16日：東京急行電鐵東橫線澀谷站由地面車站移到地下車站，並開始與副都心線、東上本線、港未來線和池袋線直通運行，停止與日比谷線直通運行。東日本旅客鐵道只見線田子倉站廢站，柿之木站降格為臨時站。
- 3月21日：小田急電鐵小田原線代代木上原站至梅丘站完成地下化工程[4][5]。
- 3月23日：巴黎地鐵4號線由奧爾良門站延長一站至蒙魯日鎮站。

### 4月
- 4月2日：Ouigo開始運行，是TGV的廉價版。
- 4月6日：雅典地鐵2號線由聖安東尼奧斯站（英语：Agios Antonios metro station）延長至安索波利站（英语：Anthoupoli metro station）。
- 4月14日：鹽湖城輕軌綠線（英语：Green Line (TRAX)）由鹽湖城下城（英语：downtown Salt Lake City）西延至鹽湖城國際機場[6]。
- 4月26日：丹佛輕軌W線（英语：W Line (RTD)）由丹佛聯合車站西延至戈登（英语：Jefferson County Government Center/Golden (RTD)）[7]。
- 4月26日：龍仁輕電鐵開業，來往器興站至前垈·愛寶樂園站。

### 5月
- 5月1日：奧蘭電車（英语：Oran Tramway）開通。
- 5月5日：北京地鐵10號線西局站至首經貿站以及角门东站、14號線西局站至張郭莊站通車（七里庄站暂时甩站）。
- 5月17日：富山地方鐵道富山市內軌道線開設中町（西町北）停留場（西町停留場至荒町停留場之間）[8]。
- 5月20日：昆明軌道交通1號線通車。

### 6月
- 6月4日：成都軌道交通2號線茶店子客運站至犀浦站通車。
- 6月14日：伊斯坦堡地鐵3號線通車。
- 6月18日：阿爾瓦塞特－阿利坎特高速鐵路通車。
- 6月29日：台北捷運新莊線由輔大站延長至迴龍站。
- 6月30日：悉尼單軌電車停運。

### 7月
- 7月1日：寧杭客運專線和杭甬客運專線通車[9]。
- 7月4日：君士坦丁電車（英语：Constantine tramway）通車。
- 7月6日：發生2013年梅干提克湖火車事故，滿載原油的火車出軌，導致47人在火災和爆炸中死亡，成為自1864年以來加拿大歷史上最嚴重的鐵路事故。
- 7月24日：2013年聖地亞哥-德孔波斯特拉火車事故，79人死亡。
- 7月26日：雅典地鐵2號線由聖迪米特里奧斯站（英语：Agios Dimitrios metro station）延長至埃利尼科站（英语：Elliniko metro station）。
- 7月27日：弘南鐵道弘南線加設稻田畫站（田舍館站至尾上高校前站之間）。
- 7月29日：法蘭西島有軌電車5號線通車。

### 8月
- 8月14日：玻利瓦爾纜索列車（英语：Cabletren Bolivariano）通車。
- 8月18日：猶他州交通局鹽湖城輕軌鹽湖城輕軌藍線（英语：Blue Line (TRAX)）南延[10]。

### 9月
- 9月15日：西安地鐵1號線通車[11]。
- 9月26日：昌福铁路和永莆铁路通車，哈爾濱地鐵1號線通車。

### 10月
- 10月9日：曼徹斯特輕鐵東曼徹斯特線（英语：East Manchester Line）延長至阿什頓站。
- 10月29日：馬爾馬拉鐵路部分完工，成為歐洲和亞洲第一條標準軌鐵路連接。

### 11月
- 11月6日：基輔地鐵庫列尼夫卡-紅軍線由賽馬場站延長至泰雷姆基站。
- 11月24日：台北捷運信義線中正紀念堂站至象山站通車。
- 11月30日：盆唐線網浦站至水原站通車。

### 12月
- 12月1日：津秦客運專線通車。
- 12月5日：曼谷大眾運輸系統是隆線噠叻普站（英语：Talat Phlu station）至曼瓦站（英语：Bang Wa BTS station）通車[12]。
- 12月8日：鹽湖城輕軌S線（英语：S Line (UTA)）開放通車[13]。
- 12月15日：高松琴平電氣鐵道琴平線加設綾川站[14]。
- 12月15日：TGV開始由巴黎直接開往巴塞隆那。
- 12月21日：北京地铁9号线军事博物馆站开通。
- 12月21日：阪急電鐵[15][16]京都本線加設西山天王山站。
- 12月22日：新加坡地鐵濱海市區線通車，來往牛車水至武吉士。
- 12月26日：富山地方鐵道本線加設新相之木站[17][18][19]。
- 12月28日：廈深鐵路、西寶客運專線、渝利鐵路、吉衡铁路井衡段、衡柳鐵路、茂湛鐵路、武咸城際鐵路通車[20]，北京地鐵8號線延線通車，上海軌道交通12號線金海路站至天潼路站通車，廣州地鐵6號線潯峰崗站至長湴站通車，武漢地鐵4號線武漢火車站至武昌火車站通車，鄭州地鐵1號線西流湖站至市體育中心站通車。
- 12月29日：上海軌道交通16號線通車。
- 12月30日：柳南城際鐵路、欽北高速鐵路、欽防鐵路通車。